# Спас-Реня
Спас-Реня — деревня в Весьегонском муниципальном округе Тверской области России.

## География
Деревня расположена близ впадения реки Реня в Звану в 20 км на запад от районного центра города Весьегонска.

## История
В 1859 году в Спасоренской Пустыни была построена деревянная холодная церковь Спаса Преображения, в 1872 году построена деревянная теплая церковь Зосимы и Савватия Соловецких, метрические книги хранились с 1780 года.
В конце XIX — начале XX века Спасоренская пустынь входила в состав Макаровской волости Весьегонского уезда Тверской губернии. 
С 1929 года деревня Спас-Реня входила в состав Ёгонского сельсовета Весьегонского района Бежецкого округа Московской области, с 1935 года — в составе Калининской области, с 2005 года — в составе Ёгонского сельского поселения, с 2019 года — в составе Весьегонского муниципального округа. 

## Население
| 1859 | 2010 |
| ---- | ---- |
| 58   | ↘6   |